# Chociemir
Chociemir, Chocimier, Chocimir, Chocimirz, Kociemir, Kociemiar, Kociemier, Kocimiar, Kocimier, Kocimir, Koćmir – staropolskie imię męskie, złożone z członów Chocie- („chcieć”) i -mir („pokój, spokój, dobro”). Mogło oznaczać „pragnący pokoju”.
Chociemir imieniny obchodzi 5 maja i 13 czerwca.